# Federico Pereira
Andrés Federico Pereira Castelnoble (ur. 24 lutego 2000 w Montevideo) – urugwajski piłkarz występujący na pozycji środkowego lub prawego obrońcy, od 2024 roku zawodnik meksykańskiej Toluki.
Jego brat Agustín Pereira również jest piłkarzem.